# NGC 307
NGC 307 je galaksija u zviježđu Kit.

## Vanjske poveznice
- SEDS: NGC 307